# Брекало, Давид
Да́вид Бре́кало (словен. David Brekalo; род. 3 декабря 1998, Любляна) — словенский футболист, защитник клуба «Орландо Сити» и сборной Словении. Участник чемпионата Европы 2024.

## Клубная карьера
Брекало — воспитанник клуба «Браво». 5 августа 2017 года в матче против «Рогашка» он дебютировал во Втором дивизионе Словении. 5 мая 2018 года в поединке против «Крани» Давид забил свой первый гол за «Браво». Летом 2019 года Брекало помог клубу выйти в элиту. 14 июля года в матче против «Олимпии» он дебютировал во чемпионате Словении.
Летом 2021 года Брекало перешёл в норвежский «Викинг», подписав контракт на 3,5 года. 15 августа в матче против «Молде» он дебютировал в Типпелиге.
8 февраля 2024 года Брекало перешёл в клуб MLS «Орландо Сити», подписав контракт до конца сезона 2027 с опцией продления на сезон 2028. В североамериканской лиге он дебютировал 24 февраля в матче стартового тура сезона 2024 против «Клёб де Фут Монреаль».

## Международная карьера
26 марта 2022 года в товарищеском матче против сборной Хорватии Брекало дебютировал за сборную Словении.